# Obręczyca-Czworaki
Obręczyca-Czworaki – część wsi Chmielów w Polsce, położona w województwie świętokrzyskim, w powiecie ostrowieckim, w gminie Bodzechów.
W latach 1975–1998 Obręczyca-Czworaki administracyjnie należała do województwa kieleckiego.